# 33e Grammy Awards
De 33e uitreiking van de jaarlijkse Grammy Awards vond plaats op 20 februari 1991 in de Radio City Music Hall in New York. De uitreiking werd gepresenteerd door komiek en acteur Garry Shandling en uitgezonden door CBS.
De grote winnaar was het album Back on the Block van Quincy Jones, die als producer, arrangeur en componist optrad. De meeste nummers werden gezongen door namen als Chaka Khan, Ray Charles, Siedah Garrett en Barry White. Opvallend aan de plaat was dat er een prominente plek was gegeven aan rap, waarmee het een van de eerste albums was waarop rap, R&B, jazz en pop werden gecombineerd. Die crossover was ook te zien aan het aantal categorieën waarin de verschillende nummers werden onderscheiden: ze wonnen in de belangrijkste pop-, rap-, jazz- en R&B-categorieën, alsmede enkele technische categorieën.
Jones zelf kreeg zes Grammy's, onder meer voor Album of the Year, Best Jazz Fusion Performance en Producer of the Year. Daarbovenop won het album nóg twee Grammy's; een voor technicus Bruce Swedien (Best Engineered Recording) en een voor Chaka Khan & Ray Charles in de categorie Best R&B Vocal Performance.
Na Jones waren rapper MC Hammer en dirigent Leonard Bernstein grote winnaars, met elk drie Grammy's.
Beste nieuwkomer was Mariah Carey die in 1990 was doorgebroken. Zij won tevens een Grammy voor Best Pop Vocal Performance voor Vision of Love.
In de klassieke categorieën gingen nogal wat prijzen naar mensen die inmiddels overleden waren. Vladimir Horowitz, overleden in 1989, won zijn 23e Grammy voor The Last Recording, terwijl de in 1990 gestorven Leonard Bernstein drie postume Grammy's kreeg. In de pop- en blues-categorieën werden nog meer postume Grammy's verdeeld: Roy Orbison won er een voor een live-versie van Oh Pretty Woman en de in 1990 overleden Stevie Ray Vaughan won als een van de Vaughan Brothers twee blues-Grammy's.
Er waren ook weer de haast gebruikelijke incidentjes. Public Enemy was voor het derde jaar genomineerd in de rap-categorie, en verloor voor het derde jaar. Dit keer van een nummer van het genoemde Back on the Blok album. Public Enemy was genomineerd met het album Fear of a Black Planet.
Bob Dylan kreeg een Lifetime Achievement Grammy en omlijstte dat met het spelen van het nummer Masters of War uit 1963. Dat was een duidelijke verwijzing naar de Golfoorlog die op dat moment woedde, een thema dat tijdens de show angstvallig werd vermeden.
De oudste winnaar was de komiek George Burns, die op zijn 95e een Grammy kreeg in de categorie Best Spoken Word Recording.

## Winnaars

### Algemeen
- Record of the Year
  - "Another Day in Paradise" - Phil Collins (uitvoerende); Hugh Padgham (producer)
- Album of the Year
  - "Back on the Block" - Quincy Jones (producer/uitvoerende)
- Song of the Year
  - Julie Gold (componist) voor From a Distance, uitvoerende: Bette Midler
- Best New Artist
  - Mariah Carey

### Pop
- Best Pop Vocal Performance (zangeres)
  - "Vision of Love" - Mariah Carey
- Best Pop Vocal Performance (zanger)
  - "Oh Pretty Woman (Live)" - Roy Orbison
- Best Pop Vocal Performance (duo/groep)
  - "All My Life" - Aaron Neville & Linda Ronstadt
- Best Pop Instrumental Performance
  - "Twin Peaks Theme" - Angelo Badalamenti

### Country
- Best Country Vocal Performance (zangeres)
  - "Where've You Been" - Kathy Mattea
- Best Country Vocal Performance (zanger)
  - "When I Call Your Name" - Vince Gill
- Best Country Vocal Performance (duo/groep)
  - "Pickin' on Nashville" - The Kentucky Headhunters
- Best Country Vocal Collaboration
  - "Poor Boy Blues" - Chet Atkins & Mark Knopfler
- Best Country Instrumental Performance
  - "So Soft, Your Goodbye" - Chet Atkins & Mark Knopfler
- Best Country Song
  - Don Henry & Jon Vezner (componisten) voor Where've You Been, uitvoerende: Kathy Mattea
- Best Bluegrass Recording
  - "I've Got That Old Feeling" - Alison Krauss

### R&B
- Best R&B Vocal Performance (zangeres)
  - "Compositions" - Anita Baker
- Best R&B Vocal Performance (zanger)
  - "Here and Now" - Luther Vandross
- Best R&B Vocal Performance (duo/groep)
  - "I'll Be Good To You" - Chaka Khan & Ray Charles
- Best R&B Song
  - Rick James, Alonzo Miller & MC Hammer (componisten) voor U Can't Touch This (uitvoerende: MC Hammer)

### Rap
- Best Rap Performance (solist)
  - "U Can't Touch This" - MC Hammer
- Best Rap Performance (duo/groep)
  - "Back on the Block" - Quincy Jones, Big Daddy Kane, Ice-T, Kool Moe Dee, Melle Mel & Quincy D III

### Rock
- Best Rock Vocal Performance (zangeres)
  - "Black Velvet" - Alannah Myles
- Best Rock Vocal Performance (zanger)
  - "Bad Love" - Eric Clapton
- Best Rock Vocal Performance (duo/groep)
  - "Janie's Got a Gun" - Aerosmith
- Best Rock Instrumental Performance
  - "D/FW" - Vaughan Brothers
- Best Hard Rock Performance
  - "Time's Up" - Living Colour
- Best Metal Performance
  - "Stone Cold Crazy" - Metallica

### Alternative
- Best Alternative Music Performance
  - "I Do Not Want What I Haven't Got" - Sinead O'Connor

### Blues
- Best Traditional Blues Recording
  - "Live at San Quentin" - B.B. King
- Best Contemporary Blues Recording
  - "Family Style" - Vaughan Brothers

### Folk/Traditioneel
- Best Traditional Folk Recording
  - "On Praying Ground" - Doc Watson
- Best Contemporary Folk Recording
  - "Steady On" - Shawn Colvin

### Polka
- Best Polka Recording
  - "When It's Polka Time at Your House" - Jimmy Sturr

### Latin
- Beste latin pop-optreden
  - "¿Por Qué Te Tengo Que Olvidar?" - José Feliciano
- Best Tropical Latin Performance
  - "Lambada Timbales" - Tito Puente
- Best Mexican-American Performance
  - "Soy de San Luis" - Texas Tornados

### Reggae
- Best Reggae Recording
  - "Time Will Tell: A Tribute to Bob Marley" - Bunny Wailer

### Gospel
- Best Gospel Album
  - "Another Time...Another Place" - Sandi Patti
- Best Rock/Contemporary Gospel Album
  - "Beyond Belief" - Petra
- Best Traditional Soul Gospel Album
  - "Live" - Tramaine Hawkins
- Best Contemporary Soul Gospel Album
  - "So Much 2 Say" - Take 6
- Best Southern Gospel Album
  - "The Great Exchange" - Bruce Carroll
- Best Gospel Album (koor)
  - "Having Church" - James Cleveland (dirigent) (uitvoerende: The Southern California Community Choir)

### Jazz
- Best Jazz Vocal Performance (zangeres)
  - "All That Jazz" - Ella Fitzgerald
- Best Jazz Vocal Performance (zanger)
  - "We Are In Love" - Harry Connick jr.
- Best Jazz Instrumental Performance (solist)
  - "The Legendary Oscar Peterson Trio Live at the Blue Note" - Oscar Peterson
- Best Jazz Instrumental Performance (groep)
  - "The Legendary Oscar Peterson Trio Live at the Blue Note" - Oscar Peterson Trio
- Best Jazz Instrumental Performance (big band)
  - "Basie's Bag" - Frank Foster
- Best Jazz Fusion Performance
  - "Birdland" - Quincy Jones

### New Age
- Best New Age Performance
  - "Mark Isham" - Mark Isham

### Klassieke muziek
Vetgedrukte namen ontvingen een Grammy. Overige uitvoerenden, zoals orkesten, solisten e.d., die niet in aanmerking kwamen voor een Grammy, staan in kleine letters vermeld.
- Best Orchestral Performance
  - "Shostakovich: Symphonies Nos. 1 & 7" - Leonard Bernstein, (dirigent)
  - Chicago Symphony Orchestra (orkest)
- Best Classical Vocal Performance
  - "In Concert" - Placido Domingo, Luciano Pavarotti & Jose Carreras (solisten)
  - Orchestra del Maggio Musicale o.l.v. Zubin Mehta
- Best Opera Recording
  - "Wagner: Das Rheingold" - Christa Ludwig, Ekkehard Wlaschiha, Heinz Zednik, James Morris, Jan Hendrik Rootering, Kurt Moll & Siegfried Jerusalem (solisten); James Levine (dirigent); Cord Garben (producer)
  - Metropolitan Opera Orchestra, orkest
- Best Choral Performance (koor)
  - "Walton: Belshazzar's Feast/Bernstein: Chichester Psalms; Missa Brevis" - Robert Shaw (dirigent)
  - Atlanta Symphony Orchestra & Chorus
- Best Classical Performance (instrumentale solist met orkestbegeleiding)
  - "Shostakovich: Violin Concerto No. 1 in A Minor/ Glazunov: Violin Concerto in A Minor" - Itzhak Perlman (solist)
  - Israel Philharmonic Orchestra o.l.v. Zubin Mehta
- Best Classical Performance (instrumentale solist zonder orkestbegeleiding)
  - "The Last Recording" - Vladimir Horowitz
- Best Chamber Music or Other Small Ensemble Performance (kamermuziek)
  - "Brahms: The Three Violin Sonatas" - Itzhak Perlman & Daniel Barenboim
- Best Contemporary Composition (beste eigentijdse compositie)
  - Leonard Bernstein (componist) voor "Bernstein: Arias & Barcarolles"
  - uitvoerenden: Judy Kaye & William Sharp
- Best Classical Album
  - "Ives: Sym. No. 2; Gong on the Hook and Ladder; Central Park in the Dark; The Unanswered Question" - Leonard Bernstein (dirigent); Hans Weber (producer)
  - New York Philharmonic, orkest

### Comedy
- Best Comedy Recording
  - "P.D.Q. Bach: Oedipus Tex and Other Choral Calamities" - Peter Schickele

### Composing & Arranging (composities & arrangementen)
- Best Instrumental Composition
  - Pat Metheny (componist) voor Change of Heart, uitvoerende: Roy Haynes, Dave Holland & Pat Metheny
- Best Song Written Specifically for a Motion Picture or Television (Beste nummer voor een film- of tv-soundtrack)
  - Alan Menken & Howard Ashman (componisten) voor Under the Sea, uitvoerenden: diverse artiesten
- Best Instrumental Composition Written for a Motion Picture or for Television (Beste instrumentale nummer voor film- of tv-soundtrack)
  - James Horner (componist) voor Glory, uitvoerenden: The Boys Choir of Harlem & James Horner
- Best Arrangement on an Instrumental (Beste instrumentale arrangement)
  - Jerry Hey, Quincy Jones, Ian Prince & Rod Temperton (arrangeurs) voor  Birdland, uitvoerende: Quincy Jones
- Best Instrumental Arrangement Accompanying Vocal(s) (Beste instrumentale arrangement voor een nummer met zang)
  - Glen Ballard, Jerry Hey, Quincy Jones & Clif Magness  (arrangeurs) voor The Places You Find Love, uitvoerenden: Siedah Garrett & Chaka Khan

### Kinderrepertoire
- Best Recording for Children
  - "The Little Mermaid" (soundtrack) - Alan Menken & Howard Ashman, componisten

### Musical
- Best Musical Cast Show Album
  - "Les Misérables - The Complete Symphonic Recording" - David Caddick (producer); uitvoerenden: Gary Morris & Cast

### Hoezen
- Best Album Package (Beste hoesontwerp)
  - Jeffrey Gold, Len Peltier & Suzanne Vega (ontwerpers) voor Days of Open Hand, uitvoerende: Suzanne Vega
- Best Album Notes (Beste hoestekst)
  - Dan Morgenstern (schrijver) voor Brownie - The Complete Emarcy Recordings of Clifford Brown, uitvoerende: Clifford Brown

### Production & Engineering (Productie & techniek)
- Best Engineered Recording, Non-Classical (Beste techniek op een niet-klassiek album)
  - Bruce Swedien (technicus) voor Back on the Block, uitvoerende: Quincy Jones
- Best Engineered Recording, Classical (Beste techniek op een klassiek album)
  - Jack Renner (technicus) voor Rachmaninoff: Vespers, uitvoerenden: The Robert Shaw Festival Singers o.l.v. Robert Shaw
- Producer of the Year (Non-Classical)
  - Quincy Jones
- Producer of the Year (Classical)
  - Adam Stern

### Gesproken Woord
- Best Spoken Word or Non-Musical Recording
  - "Gracie - A Love Story" - George Burns

### Historisch
- Best Historical Album
  - "Robert Johnson - The Complete Recordings" - Lawrence Cohn & Stephen Lavere (producers)

### Video
- Best Short Form Music Video (Beste videoclip)
  - "Opposites Attract" - Paula Abdul (uitvoerende), Candice Reckinger & Michael Patterson (regisseurs), Sharon Oreck (producer)
- Best Long Form Music Video (Beste lange video)
  - "Please Hammer Don't Hurt 'Em - The Movie" - MC Hammer (uitvoerende), Rupert Wainwright (regie), John Oetjen (producer)